# Buchen-Miniersackmotte

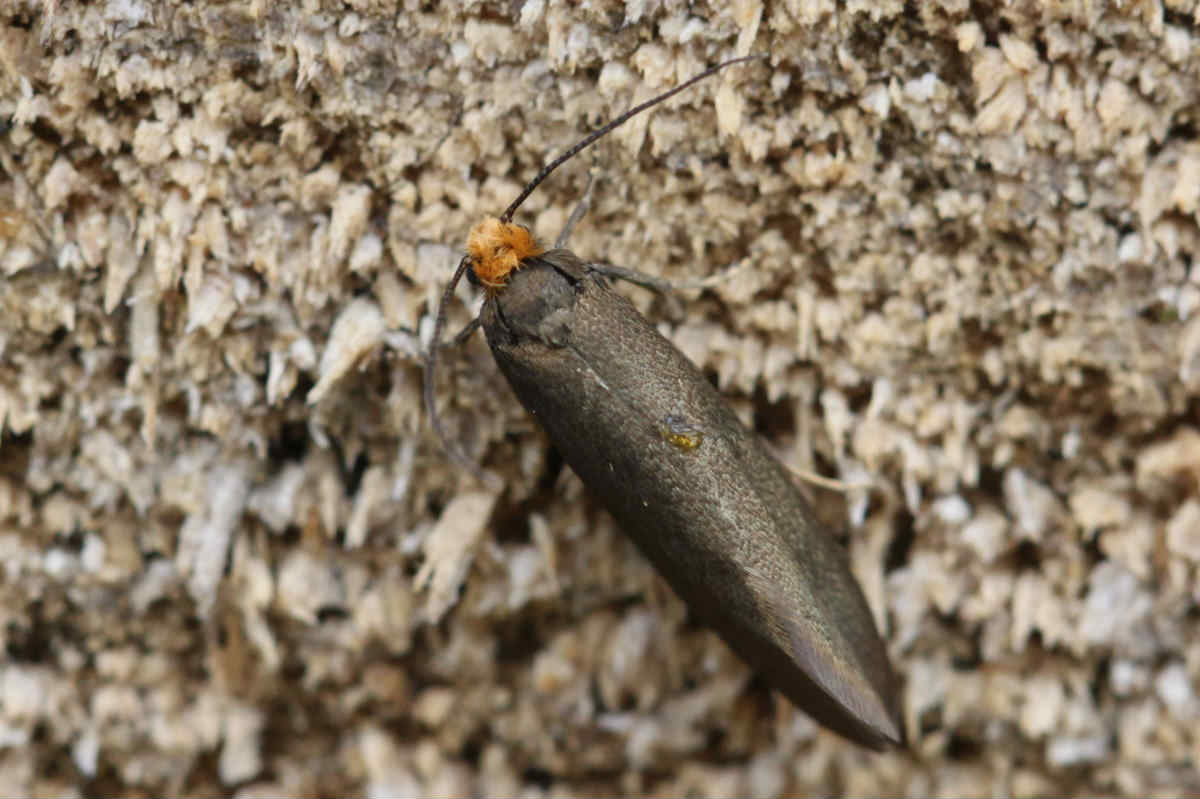
Dorsalansicht

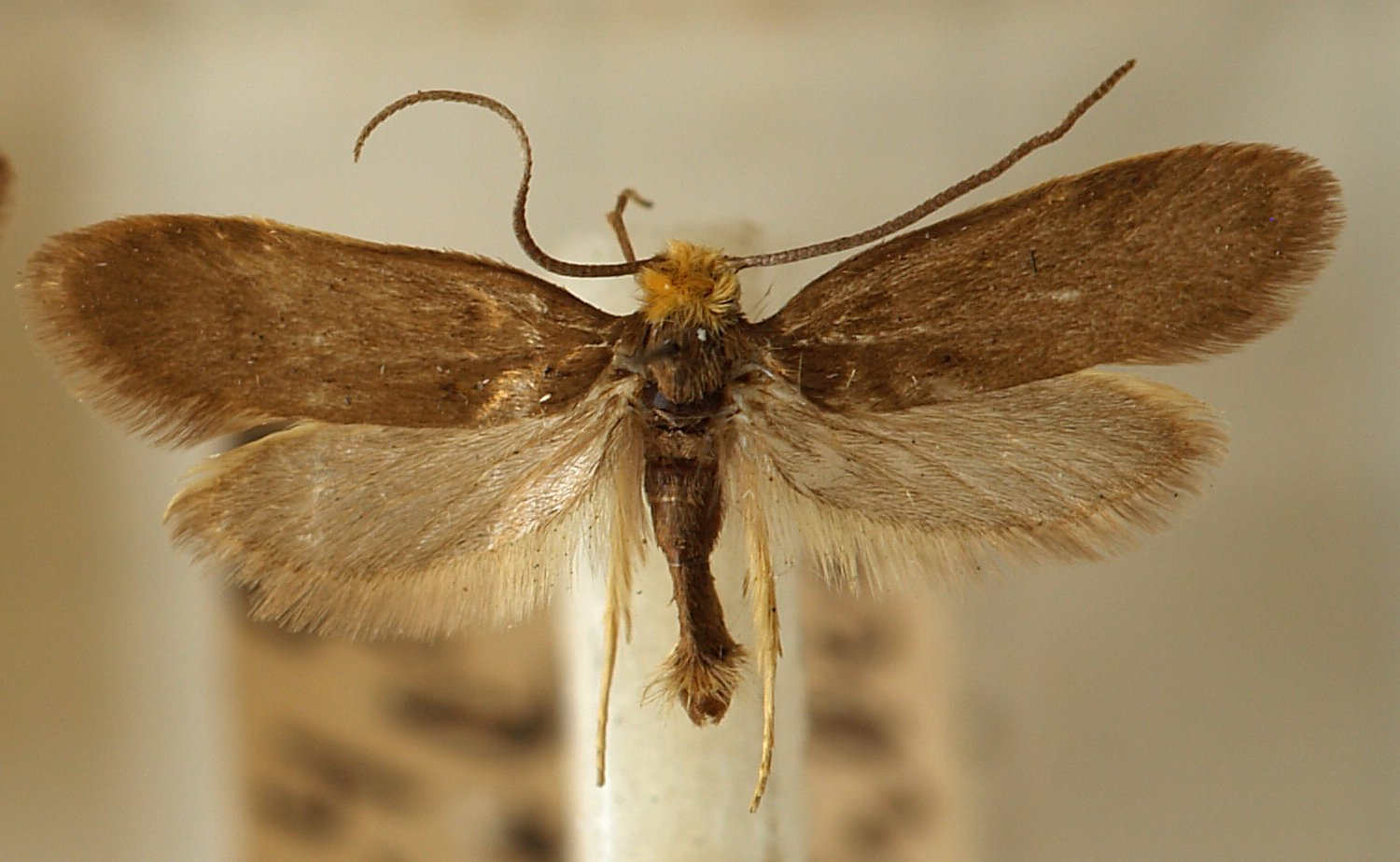
Präparat

Die Buchen-Miniersackmotte (Incurvaria koerneriella) ist ein Schmetterling aus der Familie der Miniersackmotten (Incurvariidae).

## Merkmale
Die Buchen-Miniersackmotte besitzt eine Flügelspannweite von 13–19 mm. Die Schmetterlinge besitzen einen gelblichen Kopf. Die Vorderflügel sind dunkelbraun, die Hinterflügel cremefarben.

## Verbreitung
Die Buchen-Miniersackmotte kommt in der westlichen Paläarktis vor. Sie ist in Europa weit verbreitet. Auf den Britischen Inseln fehlt die Art. In Skandinavien kommt sie nur im äußersten Süden vor. Nach Osten reicht das Verbreitungsgebiet bis nach Kleinasien.

## Lebensweise
Die Schmetterlinge sind tagaktiv und fliegen im Frühjahr in den Monaten April und Mai. Die Hauptwirtspflanze der Raupen bildet die Rotbuche. Weitere Wirtspflanzen stellen Eiche, Linde sowie Malvengewächse dar. Das erste Stadium verbringen die Raupen als Minierer in den Blättern. Danach verlassen sie ihre Mine und ernähren sich am Erdboden von herabgefallenem Laub. Die Raupen leben dabei in einem selbstgefertigten Sack aus Pflanzenmaterial, den sie gegebenenfalls erweitern.